# دوپای بلوچی
دوپای بلوچی یا دوپای هوستن (نام علمی: Allactaga hotsoni) نام یک گونه از خانواده موش‌های دوپا است.